# Liste der Nummer-eins-Hits in Mexiko (2004)
| Singles |
| --- |
| - Thalía – Cerca De Ti - 11 Wochen (16. Dezember 2003 – 28. Februar 2004) - Belinda – Vivir - 3 Wochen (29. Februar – 20. März) - Nelly Furtado – Try - 5 Wochen (21. März – 24. April) - Paulina Rubio – Te Quise Tanto - 1 Woche (25. April – 1. Mai, insgesamt 2 Wochen) - Hoobastank – The Reason - 1 Woche (2. Mai – 8. Mai, insgesamt 5 Wochen) - Avril Lavigne – Don't Tell Me - 2 Wochen (9. Mai – 22. Mai) - Paulina Rubio – Te Quise Tanto - 1 Woche (23. Mai – 29. Mai, insgesamt 2 Wochen) - Hoobastank – The Reason - 1 Woche (30. Mai – 5. Juni, insgesamt 5 Wochen) - Julieta Venegas – Andar Conmigo - 3 Wochen (6. Juni – 12. Juni) - Hoobastank – The Reason - 3 Wochen (13. Juni – 3. Juli, insgesamt 5 Wochen) - Avril Lavigne – My Happy Ending - 1 Woche (4. Juli – 10. Juli insgesamt 2 Wochen) - Tiziano Ferro – Tardes Negras - 1 Woche (11. Juli – 17. Juli) - Avril Lavigne – My Happy Ending - 1 Woche (18. Juli – 24. Juli, insgesamt 2 Wochen) - Ana Torroja feat. Aleks Syntek – Duele El Amor - 2 Wochen (25. Juli – 7. August, insgesamt 8 Wochen) - Julieta Venegas – Lento - 1 Woche (8. August – 14. August) - Ana Torroja feat. Aleks Syntek – Duele El Amor - 6 Wochen (15. August – 25. September, insgesamt 8 Wochen) - Juanes – Nada Valgo Sin Tu amor - 6 Wochen (26. September – 23. Oktober, insgesamt 13 Wochen) - Belinda – Ángel - 5 Wochen (24. Oktober – 27. November, insgesamt 7 Wochen) - Juanes – Nada Valgo Sin Tu amor - 1 Woche (28. November – 4. Dezember, insgesamt 13 Wochen) - Belinda – Ángel - 2 Wochen (3. Dezember – 18. Dezember, insgesamt 7 Wochen) - Juanes – Nada Valgo Sin Tu amor - 6 Wochen (19. Dezember 2004 – 11. Februar 2005, insgesamt 13 Wochen) |